# Tifone Meranti

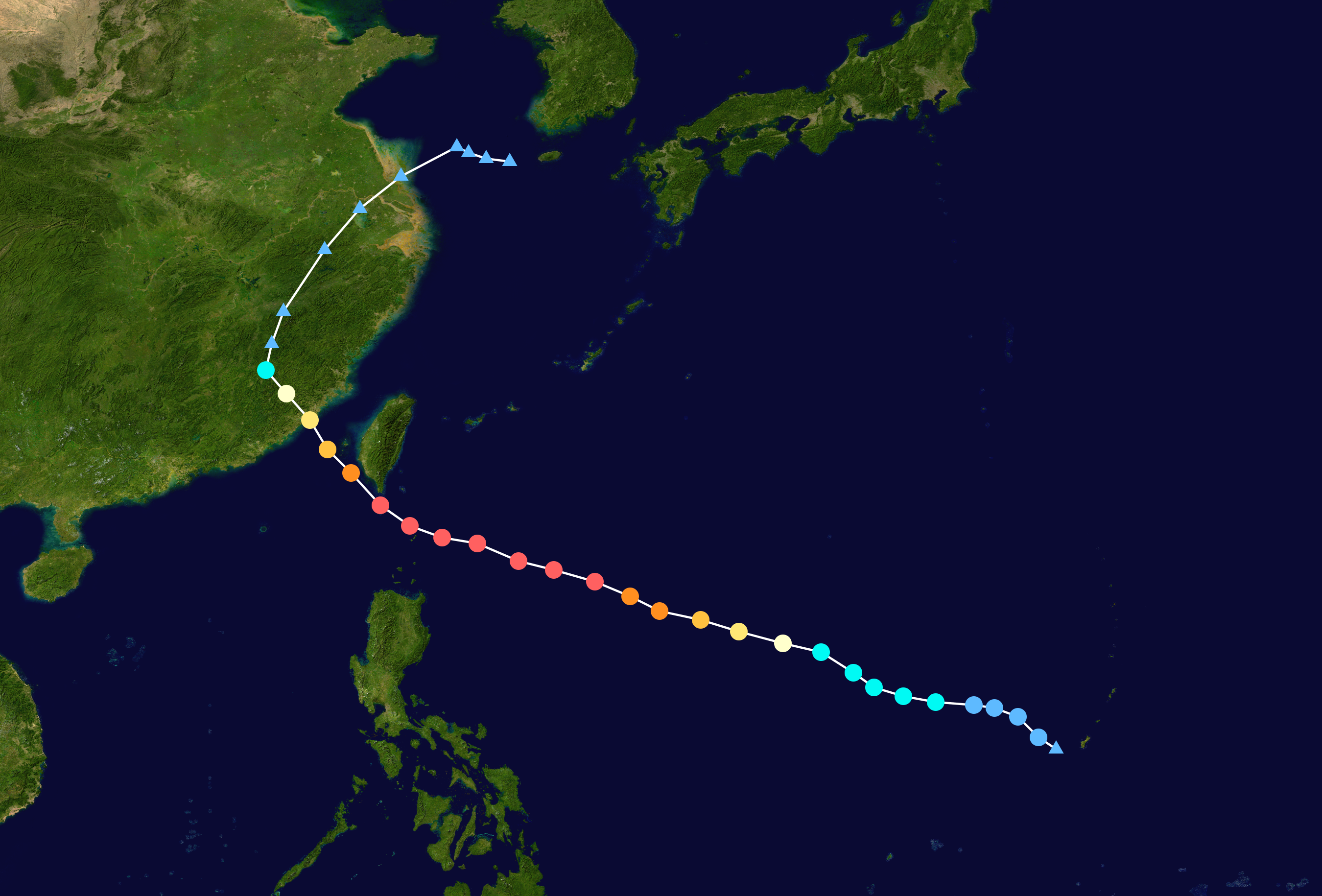
Percorso di Meranti

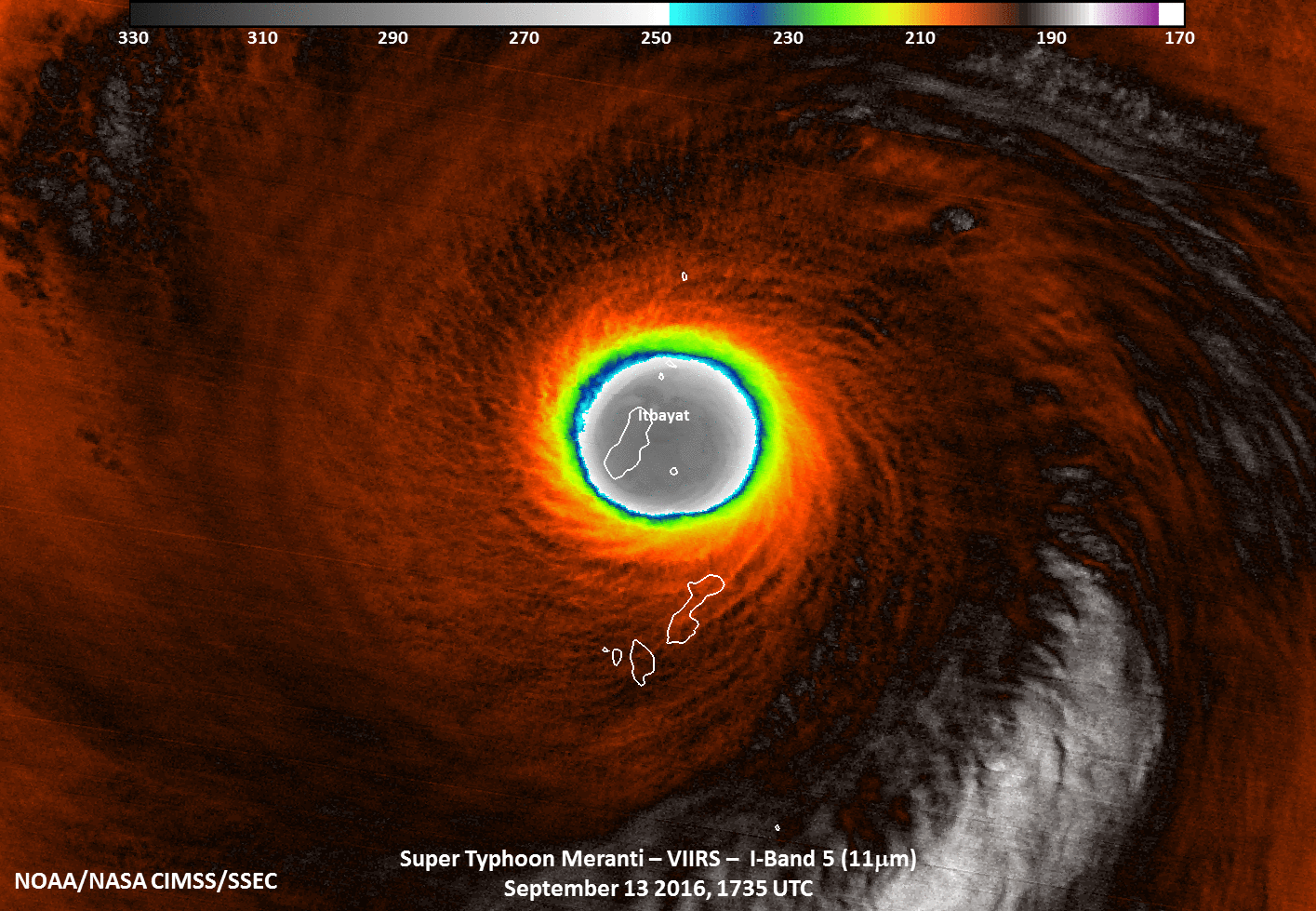
L'occhio di Meranti investe completamente l'isola Itbayat alle 17:35 UTC del 13 settembre 2016.

Il Tifone Meranti è stato uno dei più violenti cicloni tropicali mai registrati. Ha colpito la provincia di Batanes nelle Filippine, Taiwan e la provincia cinese di Fujian nel settembre 2016. È stato il settimo tifone e il secondo super-tifone della stagione 2016. Durante il suo percorso Meranti ha stabilito diversi primati meteorologici: con venti a 315 km/h è il terzo ciclone (con il tifone Haiyan) più violento mai registrato e il più forte ciclone ad essersi abbattuto sulla terraferma con venti di 310 km/h.

## Evoluzione della tempesta
L'8 settembre 2016 il Joint Typhoon Warning Center (JTWC) pubblicò un'allerta di formazione di ciclone in una zona a 150 km ovest dell'isola Guam nell'Oceano Pacifico. Alle 18:00 UTC l'Agenzia Meteorologica Giapponese (JMA) classificò il sistema come depressione tropicale. Il giorno successivo il JTWC lo classificò come Depressione Tropicale 16W. In quel momento il sistema si stava muovendo ovest-nord-ovest verso una regione con basso wind shear guidato da dei promontori a nord e a sud. Meranti si è lentamente intensificato fino all'11 settembre. 
In seguito il processo di convezione si intensificò molto a causa di acque calde inusuali. Alle 6:00 UTC del 10 settembre la JMA classificò il ciclone come Tempesta Tropicale Meranti; apparve un piccolo occhio di 9 km, segno di una rapida intensificazione. Il 12 settembre diventò un super-tifone con venti di 240 km/h (150 mph) e raggiunse il suo picco di intensità il 13 settembre sopra lo stretto di Luzon con venti a 315 km/h (195 mph) e pressione minima di 890 mbar (hPa; 26.28 inHg) e poco dopo colpì il piccolo arcipelago filippino di Batanes. Il tifone si diresse poi verso il sud del Taiwan, dove perse molta intensità in seguito all'incontro con la terra. Il 15 settembre giunse in Cina, nella provincia di Fujian come categoria 2 equivalente sulla scala Saffir-Simpson e in seguito si dissipò sopra il territorio cinese.

## Impatto

### Filippine
Il tifone ha colpito la provincia di Batanes, nelle Filippine, poco dopo il suo picco di intensità passando sopra la piccola isola di Itbayat. Le isole sono rimaste isolate per tutta la durata della tempesta. Valutazioni nei giorni successivi segnalavano 292 case distrutte e 932 danneggiate. Il 15 settembre veniva dichiarato lo stato di calamità nella provincia. I danni stimati sono di 224.8 milioni PHP (5.13 milioni USD). Non sono state segnalate vittime.

### Taiwan
La più grande città del Taiwan colpita fu Kaohsiung dove due persone rimasero uccise. I danni interessarono soprattutto l'agricoltura e furono di 850 milioni TWD (27 milioni USD)

### Cina
Il tifone colpì le provincie Fujian e di Zhejiang. A Fujian il tifone uccise 18 persone e 11 rimasero disperse. Le città di Xiamen, Quanzhou e Zhangzhou rimasero paralizzate. Vi furono ingenti danni causati dai venti e dalle inondazioni; la perdita economica fu di 16.9 miliardi CNY (2.6 miliardi USD).
Le inondazioni nello Zheijang uccisero 10 persone e quattro rimasero disperse. Almeno 900 case furono distrutte nella regione e 1,5 milioni di persone furono colpite.